# Novi Mir (Labinsk, Krasnodar)
Novi Mir (del ruso: Новый Мир) es un seló del raión de Labinsk del krai de Krasnodar, en el sur de Rusia. Está situado en el borde septentrional del Gran Cáucaso, a orillas del río Okard, tributario del río Chamlyk, afluente del río Labá, de la cuenca del Kubán, 42 km al sureste de Labinsk y 177 km al sureste de Krasnodar, la capital del krai.
Pertenece al municipio Kaladzhinskoye.